# Rigmor Aasrud
Rigmor Aasrud, född 26 juni 1960, är en norsk politiker för Arbeiderpartiet, stortingsrepresentant och tidigare minister i Förnyings- och administrationsdepartementet.

## Biografi
Aasrud är företagsekonom utbildad vid Handelshøyskolen BI. 
Aasrud satt i kommunstyrelsen i Gran kommun 1993-2007, som ordförande från 1995. Hon var kvinnopolitisk sekreterare i Arbeiterpartiet 1992 till 1996 och arbetade som statssekreterare i Helse- og omsorgsdepartementet 2005-2009. 
Sedan valet 2009 sitter hon i Stortinget för Oppland fylke. 
Aasrud var från 20 oktober 2009 till 16 oktober 2013 statsråd för Förnyings- och administrationsdepartementet i Regeringen Stoltenberg II. Hon var även arbetsminister 20 oktober till 20 december 2009.